# Fucking Hostile
Fucking Hostile è un famoso singolo della band groove metal Pantera. Il brano è stato per la prima volta incluso nell'album del 1992 Vulgar Display of Power, per poi essere nuovamente citato in entrambe le raccolte del gruppo.

## Il brano
Il testo della canzone rivolge un attacco verbale verso un nemico immaginario, esprimendo parole aggressive e inesprimibili nei suoi confronti, accecato dall'odio incontrastato nei suoi riguardi. Fucking Hostile presenta quindi uno dei sound più potenti ed efficaci della storia della band, inserendo violenti riffs di chitarra, soliti dello stile del chitarrista Dimebag Darrell, veloci percussioni, prodotte dal batterista Vinnie Paul, la potenza vocale di Phil Anselmo e i "rumorosi" giri di basso di Rex Brown.